# Otto Garlepp
Otto Garlepp (Cörmigk, 20 augustus 1864 – Köthen, 25 november 1959) was een Duitse natuuronderzoeker en evenals zijn broer Gustav Garlepp (24 juli 1862 – 25 februari 1907) een professionele verzamelaar.
De broers Garlepp werden geboren in Cörmigk als zoons van Lebracht (1832–1911) en Sophie Garlepp (geboren Pölysius).  Vanaf 1883 waren zij professionele verzamelaars in Zuid-Amerika. Aanvankelijk werkte Gustav Garlepp alleen. Hij arriveerde in Brazilië, waar velen van Duitse afkomst ("Deutschbrasilianer") waren. Hij kwam om insecten te verzamelen voor het Zoölogisch Museum van Dresden. 
Gustav Garlepp keerde in 1892 terug naar Duitsland na vier jaar in Peru, een korte reis naar Duitsland en vervolgens een expeditie naar Bolivia. Hij keerde in 1893 met zijn vrouw en Otto Garlepp terug naar Bolivia. Hij bezocht Duitsland voor de laatste keer in 1900 toen hij 600 neotropische vogelsoorten demonstreerde op een bijeenkomst van de Deutsche Ornithologen-Gesellschaft in Leipzig. 
Gustav Garlepp vestigde zich in 1901 in Paraguay. Hij werd daar in 1907 vermoord. Otto keerde in 1911 terug naar Duitsland. Hij trouwde met Elise Ida Schulz in Duitsland en het echtpaar keerde terug naar Zuid-Amerika. Door F. Ris in Zwitserland werden specimena van Lepidoptera gedetailleerd beschreven: "De heer Fassl heeft mij collecties overhandigd die de zeer bekende tropische verzamelaar in lepidopterologische kringen Otto Garlepp voor hem had verzameld in Panama en Costa Rica in dezelfde jaren 1912-1913. In Panama worden ze Lino en bugabita genoemd, naar een geschreven brief in het gebied van de Chiriqui-vulkaan. In Costa Rica verzamelde hij in de gebieden van de spoorlijn in de vallei van de Rio Reventazon en op de vulkanen Irazu en Turrialba. Beide gebieden zijn bekend via de Biologia Centrali-Americana". In 1913 stopte Otto Garlepp met verzamelen.
De zoölogische exemplaren van Garlepp komen uit Bolivia, Peru, Colombia, Panama, Costa Rica, Paraguay, Chili en Argentinië. Vele zijn holotype.
4.000 Garlepp-vogelbalgen werden gekocht door Hans von Berlepsch, die Otto Garlepp had opgeleid. Hij beschreef de nieuwe soorten. De exemplaren bevinden zich nu in Naturmuseum Senckenberg en het Naturhistorisches Museum Braunschweig. Andere exemplaren bevinden zich in het Naumann Museum, Köthener Schloss (website). Oologie-exemplaren worden bewaard door het Staatliches Museum für Tierkunde in Dresden (uit de collectie van Maximilian Kuschel), en door het Naturhistorisches Museum in Wenen (uit de collectie van Josef Seilern (1883–1939)). Exemplaren van zoogdieren bevinden zich in het Museum für Naturkunde in Berlijn. Vlinders gingen naar dealer Otto Staudinger. Deze zijn nu wijdverspreid, evenals insecten van andere ordes.
Otto Garlepp en Gustav Garlepp worden geëerd met de vlindernaam Papilio garleppi, de vogelnamen Compsospiza garleppi en Asthenes ottonis, de zoogdiernaam Garlepps muis, een ondersoort van de Pampas-kat en een ondersoort van Darwins nandoe: Rhea pennata garleppi, naast vele andere.